# Saint-Léger-des-Bois
Saint-Léger-des-Bois är en kommun i departementet Maine-et-Loire i regionen Pays de la Loire i nordvästra Frankrike. Kommunen ligger i kantonen Saint-Georges-sur-Loire som tillhör arrondissementet Angers. År 2018 hade Saint-Léger-des-Bois 1 834 invånare.

## Befolkningsutveckling
Antalet invånare i kommunen Saint-Léger-des-Bois
| Referens: INSEE |